# جکی چیانگ
جکی چیانگ (انگلیسی: Jacky Cheung؛ زادهٔ ۱۰ ژوئیهٔ ۱۹۶۱) یک خواننده، هنرپیشه و ترانه‌سرا اهل هنگ کنگ است.
از فیلم‌ها یا برنامه‌های تلویزیونی که وی در آن نقش داشته است می‌توان به خاکسترهای زمان، حداکثر خطر، روزهای وحشی بودن، معجزه، پادشاهان آسمانی و هلیوس اشاره کرد.
همچنین برندهٔ جوایزی همچون جایزه موسیقی ملل شده است.